# Stewart Aerodrome
Stewart Aerodrome är en flygplats i Kanada.   Den ligger i Regional District of Kitimat-Stikine och provinsen British Columbia, i den västra delen av landet, 3 900 km väster om huvudstaden Ottawa. Stewart Aerodrome ligger 7 meter över havet.
Terrängen runt Stewart Aerodrome är huvudsakligen mycket bergig. Stewart Aerodrome ligger nere i en dal. Närmaste större samhälle är Stewart, 0,32 km väster om Stewart Aerodrome.